# Doron de Champagny
Pour les articles homonymes, voir Doron.
Le Doron de Champagny est une rivière française de Savoie, dans le massif de la Vanoise.

## Géographie
Le torrent nait au lac de la Glière, à 2 037 mètres d'altitude, aux pieds de la Grande Casse (3 855 m) et de la Grande Motte (3 653 m), pour confluer à 885 mètres d'altitude avec le Doron de Pralognan, formant alors le Doron de Bozel, affluent du Rhône via l'Isère. 

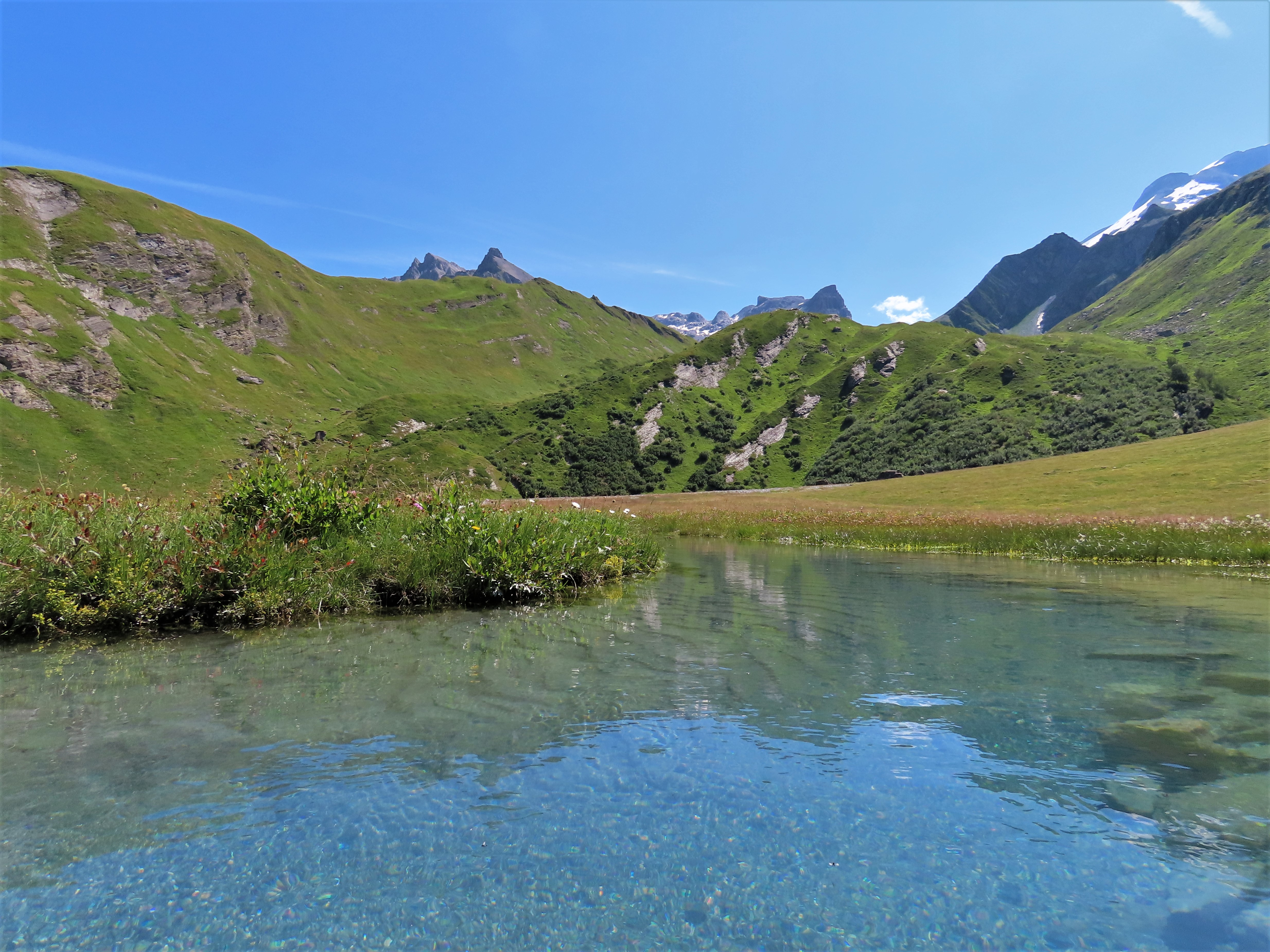
Le Doron de Champagny au lac de la Glière.
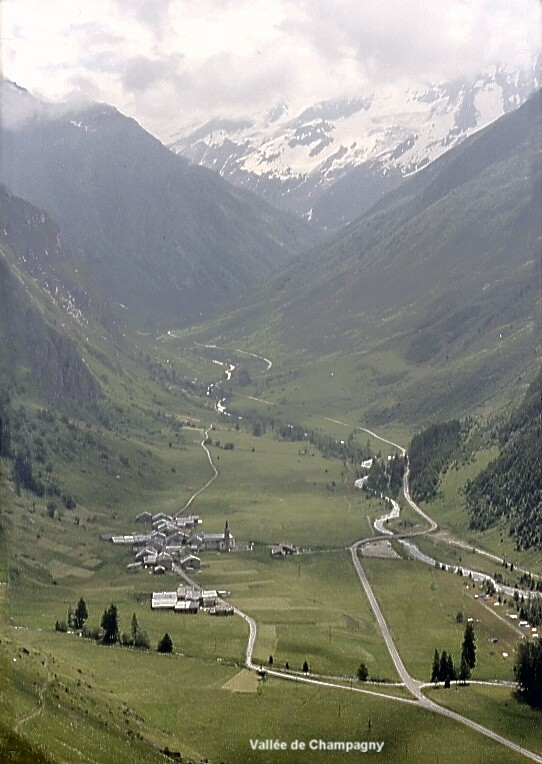
Vue depuis l'ouest de la vallée du Doron de Champagny avec le village de Champagny le Haut et au dernier plan les glaciers de la Grande Casse et de la Grande Motte.
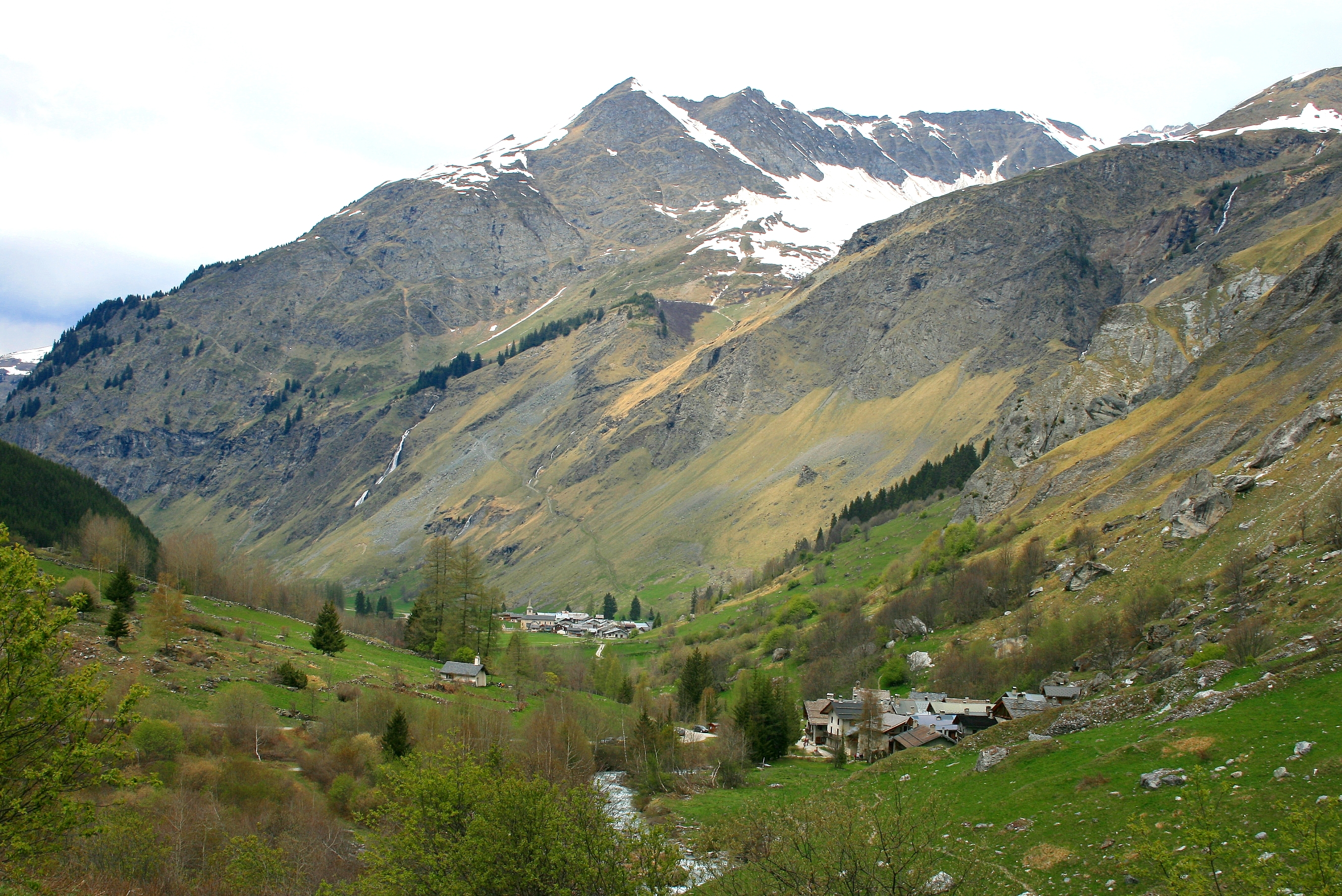
Vue du hameau de Friburge (premier plan) et du village de Champagny le Haut (second plan) baignés par le Doron de Champagny et dominés par la pointe de la Vélière.